# Jezik in slovstvo
Jezik in slovstvo (1955–) je osrednja strokovna slovenistična revija, ki ponuja razprave in zapise o slovenskem jeziku, literaturi in s tem povezani pedagoški teoriji in praksi. Na voljo je tudi v spletni obliki.

## Zgodovina
Jezik in slovstvo začne izhajati kot glasilo Slavističnega društva Slovenije. V uvodniku so uredniki poudarili, da gre za poljudno revijo, ki ni namenjena le ozkemu krogu znanstvenikov, slovenistov, prevajalcev, književnikov, novinarjev. Prvi letnik je imel deset, vsi naslednji pa osem številk.
Leta 2003 je revija doživela prenovo zunanjega izgleda, spremenjen pa je tudi vsebinski del. Novosti:
- v uredniški odbor so vključeni tuji slovenistični in drugi strokovnjaki z namenom lažjega pretoka spoznanj in internacionalizacije slovenističnih disciplin,
- anonimnost postopka recenziranja prispevkov,
- vsako leto izid dvojne številke, ki poglobljeno obravnava določeno temo,
- zunanja oblika razprav z znanstvenim aparatom (izvlečki, opombe itd.).

Članki morajo biti opremljeni tudi s sinopsisom v slovenskem jeziku, uredništvo pa ga prevede v angleščino.

## Glavni uredniki
Revijo so urejali:
- Joža Mahnič (od 1955/1956 do 1959/1960)
- Boris Merhar (od 1960/1961 do 1962/1963)
- Bratko Kreft (1963/1964)
- France Bezlaj (1965)
- Jože Toporišič (od 1966 do 1969/1970)
- Franc Jakopin (od 1970/1971 do 1972/1973)
- Matjaž Kmecl (od 1973/1974 do 1975/1976)
- Jože Koruza (od 1976/1977 do 1978/1979)
- Aleksander Skaza (od 1979/1980 do 1981/1982 in od 1988/1989 do 1990/1991)
- Gregor Kocijan (od 1982/1983 do 1987/1988)
- Alenka Šivic Dular (od 1991/1992 do 1994/1995)
- Tomaž Sajovic (od 1995/1996 do 2001/2002)
- Marko Stabej (od 2003 do 2010)
- Đurđa Strsoglavec (od 2011 do 2018)
- Mojca Smolej (od 2019 naprej)

## Razmerje med prispevki v rubriki Članki
Delež posameznih vsebin (jezik, literatura, metodika in drugo) se je skozi čas spreminjal glede na uredniško politiko. Graf prikazuje področje prispevkov po letnikih, ki so bili objavljeni v rubriki Članki oz. Razprave in članki, v zadnjem obdobju pa samo Razprave. 
Do 21. letnika je največ jezikoslovnih prispevkov, kasneje začnejo prevladovati literarnovedni, od 41. letnika dalje pa so vsa tri področja zastopana precej enakovredno. V času uredništva Tomaža Sajovica je objavljenih največ prispevkov na temo metodologije, kar je povezano s prenovo pouka slovenščine. V zadnjem obdobju je delež metodoloških prispevkov večji, število rubrik pa se je zmanjšalo. Aktualni uredniški odbor, ki pokriva ožja strokovna področja, se je usmeril v bolj znanstveni koncept.